# 여행의 노래 (가곡)
《여행의 노래》(Songs of Travel)는 레이프 본 윌리엄스가 바리톤과 관현악을 위해 작곡한 연가곡이다. 가사의 원시는 로버트 루이스 스티븐슨이 1896년에 발표한 동명의 시집에서 9개를 발췌했다. 이 연가곡은 원래 피아노 반주 가곡으로 쓰인 것이었다. 그러나 나중에 본 윌리엄스가 피아노 반주보다 관현악 반주가 색채감이 더 있다 판단하여 1, 3, 8곡을 관현악으로 먼저 편곡했고 나머지 6곡은 조수 로이 더글라스가 같은 악기 편성으로 편곡을 했다. 관현악 반주판은 종종 연주, 녹음의 기회를 얻지만 더글라스가 공동 편곡자라는 사실이 반드시 표기돼 있는 것은 아니다.

## 개요
1901년부터 1904년까지 작곡된 연가곡은 본 윌리엄스가 처음 본격적으로 작곡한 가곡이 됐다. 로버트 루이스 스티븐슨의 동명 시집에서 소재를 얻은 이 작품은 여행자의 가곡집으로 전형적인 영국의 한 장면을 보여준다. 스티븐슨과 본 윌리엄스에 의해 그려지는 피곤하면서도 의연한 여행자의 세계는 슈베르트의 아름다운 물방앗간의 아가씨처럼 순박하지도 않고, 역시 슈베르트의 겨울나그네이나 말러의 방황하는 젊은이들의 노래 속 주인공처럼 파멸적 충동을 보이는 것도 아니다.
안가곡 중 8곡까지의 초연은 1904년 런던에서 열렸다. 연가곡은 완결된 가곡집으로 알려졌지만 출판사는 전체를 한데 묶어 받기를 거절했다. 그래서 연가곡은 두 권으로 나뉘어 2년 사이를 열어 출간되게 되었는데, '나는 어디로 가야 하는가'는 어느 권에도 포함되지 않았다. 제9곡 '나는 오르막길과 내리막길을 걸었다'는 본 윌리엄스 사후 아내 아슐라가 유고 속에서 발견해 출간된 것이다. 본 윌리엄스가 3곡만 관현악 반주로 편곡할 수 밖에 없었던 것도 이런 이유로 인해 어쩔 수 없는 상황으로 보았기 때문이다.

## 악기편성
바리톤 독창, 플루트2, 오보에2, 클라리넷2, 바순2, 호른4, 트럼펫2, 팀파니, 트라이앵글, 작은북, 하프, 현5부 (10, 10, 8, 8, 8)

## 연주시간
- 약 24분

## 악곡구성
1. The Vagabond (방랑자)
2. Let Beauty Awake (아름다움이여 일어나라)
3. The Roadside Fire (길가의 모닥불)
4. Youth and Love (젊음과 사랑)
5. In Dreams (꿈속에서)
6. The Infinite Shining Heavens (끝없이 빛나는 하늘)
7. Whither Must I Wander (나는 어디로 가야 하는가)
8. Bright is the Ring of Words (가사의 울림은 밝다)
9. I Have Trod the Upward and the Downward Slope (나는 오르막길과 내리막길을 걸었다)

가곡집에 있는 모든 악곡에는 테너의 성역에서도 가창 가능하도록 키를 올린 것이 작성되어 있으며, 따라서 적어도 2개의 조성판이 존재한다.
1곡 '방랑자'는 나그네의 소개이자 작은북, 클라리넷, 현악기들이 연주하는 묵직한 행진조 화음이영국의 외딴 시골에서의 거친 여행을 그린다. 2곡 '아름다움이여 일어나라'에서는 독창자가 부르는 옆에서 목관악기, 하프, 현악기가 긴 아라베스크풍 음형을 연주해 노래에 갈리아 색채를 가져다준다. 다만 본 윌리엄스가 프랑스에서 공부한 것은 1908년의 일이다. 3곡 '길가의 모닥불'에서는 만화경처럼 분위기가 변화한다. 전반부에서는 생생한 현악기, 바순 반주가 곡에 쾌활한 인상을 준다. 후반부가 되자 노래는 심각성을 더해가고 여행자들은 사랑으로 사적인 시간을 마음에 그린다. 이윽고 밝은 서두의 음악이 회귀한다.
4곡 '젊음과 사랑'는 가장 사랑하는 사람을 남겨두고 세계로의 모험을 떠나는 결연한 젊은이의 노래이다. 특히 이국 정서가 넘치는 2절 마음의 새들의 노랫소리, 폭포, 트럼펫의 팡파르에 대한 호소가 인상깊다. 5곡인 '꿈속에서'는 가곡에서 매우 어두운 중심을 형성한다. 부르는 고민의 모습은 반음계와 어색한 전조로 표현되며 관현악과 시종 울리는 낮은 종소리로 한층 고조된다. 하지만 다음엔 6곡 '끝없이 빛나는 하늘'에 들어가면 분위기는 조금 변화하고 불변의 자연 모습이 다른 각도에서 노래된다.
7곡 '나는 어디로 가야 하는가'는 본 윌리엄스의 많은 대곡 중에서도 최초의 것이다. 유절가곡 형식에 따라 부르는 노래들이 지나가고 과거의 행복한 날들을 상기시키며, 세상은 봄이 올 때마다 다시 태어나는데도 여행자는 과거로 돌아갈 수 없다고 상기시키려 한다. 그러나 작곡가는 8곡 '가사의 울림은 밝다'로 청중을 다소 위로하려 한다. 모든 떠돌이(그리고 예술가)들은 언젠가는 세상을 떠나야 하지만, 그들이 만들어낸 아름다움은 그들이 살아있는 증거로 남을 것이라고 청중에게 말한다. 마지막 곡인 '나는 오르막길과 내리막길을 걸었다'는 1960년 유작 출간 형태로 곡집에 추가된 것이다. 이 곡에서는 단 4개의 구절에 의해 레티타티보와 아리오소로 이루어진 오페라의 축소 장면이 형성되고, 그 중 4개의 노래에서 인용된 것을 섞어 가곡집을 되돌아본다. 서두의 화음으로 전곡을 마무리함으로써 여행자의 방랑이 영원히, 죽음으로써 계속될 것임을 시사하고 있다.

## 참고문헌
- Sheet music for the first eight songs
- Song: A Guide to Art Song Style and Literature by Carol Kimball